# 臺北市立至善國民中學
臺北市立至善國民中學，校址位於台北市士林區。位處陽明山麓、外雙溪畔，有內外雙溪自然步道、大崙尾山等生態教學資源。

## 校史
- 1968年，陽明山管理局委由修澤蘭設計校舍藍圖，圓形旋轉樓梯為該校設計特色，初名為「陽明山管理局兼善國民中學」。5月6日動土興建，11月完工時定名為「臺北市陽明山管理局至善國民中學」。
- 1974年1月1日，臺北市政府去除陽明山管理局的地方行政權，北投區和士林區改由臺北市政府直接管轄，更名為「臺北市立至善國民中學」。
- 2008年11月18日，由臺北市郝龍斌市長及士林區張義芳區長見證下簽署國際安全學校認證書，為全國第一個安全學校認證。

## 歷任校長
- 李豐江
- 方紹孔
- 阮殿元
- 鍾兆晟
- 趙吉林
- 黃淑馨
- 楊振隆
- 徐孝恭
- 王美霞
- 林美娟
- 鍾芷芬
- 葉瑞煜
- 林正洲
- 洪春金

## 外部連結
- 台北市立至善國中 （页面存档备份，存于）